# 名取さな
名取 さな（なとり さな）は、日本のバーチャルYouTuber。企業に所属していない個人のバーチャルYouTuber。
2018年12月1日に放送された『のとく番〜アイは世界を繋ぐ〜』の番組内で開催された『バーチャルYouTuberランキング2018』では、1位を獲得している。

## 概要
2018年3月から活動しているバーチャルYouTuber。自称バーチャルサナトリウムの新人ナース で、ピンクのナース服を着ている。視聴者の総称は「せんせえ」。インターネット・ミームに明るく、「インターネットミームの申し子」という渾名がある。配信では時折かつ意図的に荒い口調を混ぜることにより、友達のような親近感を与えることを特色としている。挨拶は「おはようございナース！」。
配信の主な内容は雑談やゲーム実況、お絵かき配信など。配信中に創作したキャラクターをさなちゃんねるキャラクターズと名付けており、名取さな本人による描き下ろしイラストがグッズ化されている。
自身のキャラクター以外にも、サンリオキャラクターとのコラボや、女性声優の厚木那奈美とコラボしてグッズを展開するなど、活動は多岐に渡る。
だじゃれを好み、配信中やTwitterでの活動で多用する。2022年には、だじゃれがテーマの新曲『だじゃれくりえいしょん』を発表した。制作はやしきんが担当。
配信の背景画像であるサナトリウムに包丁の刺さった人形があったり、監視カメラがついていたりすること、手首に包帯を巻いているが、本人は「包帯じゃない」と認めようとしないこと など、明るいキャラクター設定と対照的な、不穏な世界観が仄めかされている。
『さなちゃんねる』のロゴデザインはclocknote.が担当している。

## 来歴
2018年
- 3月16日、YouTubeにデビュー。同年5月から生配信を始め、ここから登録者数が急激に増えた。
- 4月29日、初の生配信を行う
- 11月4日、東洋大学で行われた「VTuberトークセッション」に出演。
- 12月1日、のとく番～アイは世界を繋ぐ～の『バーチャルYouTuberランキング2018』で1位を獲得する。この時初めて地上波のTV番組に名取さなが出演。
- 12月、1/7スケールのフィギュアの発売が決定。
- 電撃マオウ11月号に、名取を特集した小冊子「さな本」が付録としてつき、その後、同12月号から2月号まで名取が登場する漫画の短期集中連載が組まれた。

2019年
- 4月28日、ニコニコ超会議2019に出演し、3Dモデルを初めて披露した。5月4日には自身のYouTubeチャンネルでも初披露。
  - 3Dモデル作成はさえきやひろが担当。

2020年
- 3月7日に自身初の単独イベント、「さなのばくたん。 -バースデイ・サナトリウム- Powered by mouse」がイオンシネマ港北ニュータウンにて開催される予定であったが、3月5日に新型コロナウイルス感染症(COVID-19)の流行と感染拡大防止のために中止を発表。本来イベントを行うはずであった3月7日、自身のYouTubeチャンネルにて、イベントで初披露となる予定であった新しくなった3Dモデルを披露。
- 8月30日、宮城県名取市献血推進協議会とのコラボで、献血を行った者に限定の名取さなポスターを配布するキャンペーンが行われた。このキャンペーンにより、前日の倍以上の献血希望者が日本全国から集まった。
  - この献血コラボキャンペーンは恒例行事になり、2022年現在まで定期的に行われている。
  - 献血コラボが話題になり、海外のファンからは、Blood Donation Girlとして呼ばれていた。

2021年
- 3月7日に前年中止になった自身初の単独イベント「さなのばくたん。〜ていねいなお誕生日会〜」をチネチッタにて開催。
- 4月25日から、pixivFANBOXにて自身をモデルにしたグルメ漫画「名取さなのもぐもぐごほうびごはん」が連載開始。原作は名取さな、漫画はicaが担当。
- 6月27日、『KURO-OBI　VIRTUAL IDOL POWER 2021』に出演。共演者はクリィミーマミ、真中らぁら、姫森ルーナ、宝鐘マリン。

2022年
- 3月7日に「さなのばくたん。-メチャ・ハッピー・ショー-」をチネチッタにて開催。

2023年
- 3月7日に「さなのばくたん。-ハロー・マイ・バースデイ- Powered by mouse」をチネチッタにて開催。
- 7月7日（6日深夜）より、文化放送にて『名取さなの毒にも薬にもならないラジオ』が放送開始。ラジオパーソナリティを担当するのは自身初。
- 10月7日から那須どうぶつ王国とのコラボが開催。バスツアーやコラボグッズの販売、TVCMの放送などが行われた。

2024年
- 3月7日に「さなのばくたん。-王国からの招待状- Powered by mouse」をチネチッタにて開催。
- 3月9日に「Vの宴 feat. さなのばくたん。」をCLUB CITTA'と月あかり夢てらすにて開催。
- 5月11日から那須どうぶつ王国とのコラボ第2弾が開催。バスツアーやコラボグッズの販売、ラッピングバスの運行が行われている。
- 7月17日からほっともっととのコラボが開催。コラボポスターの掲示や一部の店舗でうちわの配布が行われた。
- 8月16日にオンラインイベント「さなちゃんねる夏祭り2024 Powered by ZONe ENERGY」を開催。
- 9月19日に初となる音楽ライブイベント「サナトリック・ウェーブ」をEX THEATER ROPPONGIにて開催。
- 12月7日、12月8日にスペシャルイベント「アニマルサミット」を那須どうぶつ王国にて開催。

2025年
- 3月7日に「さなのばくたん。 -をやろうと思ったら異世界に転生していた件について- Powered by mouse」をチネチッタにて開催。
- 3月8日に「爆誕後夜祭2025」をCLUB CITTA'にて開催。

## 交友関係
2018年、同じく医療系のバーチャルYouTuberである薬袋カルテ、たかじんちゃん、六道冥の4名で「Vメディカルテット」というグループを組んでいる。最も帰属意識があり、名取はVメディカルテットのファンである、と雑誌のインタビューに答えている。また、おじさんじCOOを名乗って、バ美肉おじさんらともにバ美肉の普及に努めている。
2021年6月、名取さな/月ノ美兎/リゼ・ヘルエスタ/周防パトラでユニットVWW（バーチャルワイドウェブ）を結成。VWWというユニット名は、名取さなが命名した。

## 出演

### テレビ番組
2018年
- のとく番〜アイは世界を繋ぐ〜（12月1日、BS日テレ、ゲスト出演）
- のばん組（12月21日、BS日テレ、アイキャッチ担当）

2019年
- 超人女子戦士 ガリベンガーV（5月16日、テレビ朝日系列）

2020年
- 超人女子戦士 ガリベンガーV（2月6日・9月3日、テレビ朝日系列）

2021年
- 超人女子戦士 ガリベンガーV（4月17日、テレビ朝日系列）

### テレビCM
- 名取さなのどうぶつどうなっとりますか？（2023年10月20日 - 2024年、PT・地上波 全国ネット）[40]

### ラジオ番組
- 名取さなの毒にも薬にもならないラジオ（文化放送、2023年7月7日 - [30]）
- ぶいあーる!〜VTuberの音楽Radio〜（NHK-FM、2023年11月19日[41]）
- 樋口楓のTHE CATCH (文化放送超!A&G+、2024年2月23日[42])

### イベント
2019年
- 会える！ 話せる！ VTuberおしゃべりフェス on バレンタイン （2019年2月15日  ダイバーシティ東京）
- ニコニコ超会議2019（2019年4月27日・4月28日 幕張メッセ 国際展示場ホール）
  - バーチャルさんがいっぱい スペシャルバーチャライブ DAY2[43]
- バーチャルスクランブル（2019年10月11日-10月27日  渋谷MAGNET）

2020年
- さなのばくたん。 -バースデイ・サナトリウム- Powered by mouse（2020年3月7日 中止 イオンシネマ港北ニュータウン）
- VTuber Fes Japan @ニコニコネット超会議2020（2020年4月18日 延期 ニコニコ生放送）

2021年
- VTuber Fes Japan 2021 DAY1（2021年1月30日 川口総合文化センター・リリア）[44]
- さなのばくたん。〜ていねいなお誕生日会〜 Powered by mouse (2021年3月7日 川崎チネチッタ)
- KURO-OBI　VIRTUAL IDOL POWER 2021 (2021年6月27日)
- NUTS TO YOU! -PeanutsKun 1st Live- (2021年7月2日)
- 名取とやひろのサンタクロース大作戦 〜プレゼント届くかな？〜 (2021年12月25日)[45][46]
  - さえきやひろと共同で開催。

2022年
- さなのばくたん。-メチャ・ハッピー・ショー- Powered by mouse (2022年3月7日 川崎チネチッタ)
- Walk Through the Stars Tour (2022年7月4日、ゲスト出演)[47]
- 名取さなのもぐもぐごほうびパーティ (2022年8月13日)
- 名取とやひろのHELLO & WIN! ～ゆりかごから墓場まで～ (2022年10月30日 川崎チネチッタ)[48]
  - さえきやひろと共同で開催。

2023年
- さなのばくたん。-ハロー・マイ・バースデイ- Powered by mouse (2023年3月7日 川崎チネチッタ)
- さなちゃんねる夏祭り2023 (2023年7月29日)
- NIGHT HIKE (2023年8月6日 渋谷WOMB ゲスト出演)
- 名取さなのもぐもぐごほうびパーティ2 (2023年10月22日)

2024年
- さなのばくたん。-王国からの招待状- Powered by mouse (2024年3月7日 川崎チネチッタ)
- META=KNOT 2024 in AKASAKA BLITZ (2024年4月20日)[49]
- BloodBagBrainBomb (2024年7月16日 Zepp Namba (OSAKA) ゲスト出演)
- さなちゃんねる夏祭り2024 Powered by ZONe ENERGY (2024年8月16日)
- サナトリック・ウェーブ (2024年9月19日 EX THEATER ROPPONGI)
- アニマルサミット (2024年12月7日 - 2024年12月8日 那須どうぶつ王国)

2025年
- さなのばくたん。 -をやろうと思ったら異世界に転生していた件について- Powered by mouse (2025年3月7日 川崎チネチッタ)

## ディスコグラフィ

### 配信シングル
| 配信日         | タイトル                                  | 楽曲製作者                                                | 備考                                                                                               |
| -------------- | ----------------------------------------- | --------------------------------------------------------- | -------------------------------------------------------------------------------------------------- |
| 2019年12月25日 | さなのおうた。                            | 作詞・作曲・編曲：もっちゃん                              | 名取さな初のファンメイドかつオリジナルソング                                                       |
| 2020年6月3日   | PINK,ALL,PINK!                            | 作詞・作曲：桃井はるこ 編曲：Haraddy                      | 「さなのばくたん。 -バースデイ・サナトリウム-」にて発表予定だった2ndソング                         |
| 2021年3月7日   | エッビーナースデイ                        | 作詞・作曲：やしきん                                      | 「さなのばくたん。 -ていねいなお誕生日会-」テーマソング                                            |
| 2021年3月29日  | アマカミサマ                              | 作詞：只野菜摘 作曲・編曲： 田中秀和 (MONACA)             | 「さなのばくたん。 -ていねいなお誕生日会-」にて初披露                                              |
| 2021年5月26日  | さなのおうた。 (Nor Remix)                | Remix: Nor                                                | |
| 2022年3月7日   | だじゃれくりえいしょん                    | 作詞・作曲：やしきん                                      | 「さなのばくたん。 -メチャ・ハッピー・ショー-」にて初披露                                          |
| 2022年4月29日  | モンダイナイトリッパー！                  | 作曲：sasakure.UK                                         | 「さなのばくたん。 -メチャ・ハッピー・ショー-」にて初披露                                          |
| 2022年12月12日 | メチャ・ハッピー・ショー                  | 作曲：ハム・clocknote. 編曲：ハム 作詞：名取さな          | 「さなのばくたん。 -メチャ・ハッピー・ショー-」にて初披露                                          |
| 2023年3月8日   | パラレルサーチライト                      | 作詞・作曲・編曲：いよわ                                  | 「さなのばくたん。 -ハロー・マイ・バースデイ-」にて初披露                                          |
| 2023年3月16日  | ゆびきりをつたえて                        | 作曲・編曲：bermei.inazawa 作詞：nkLocal (エーテルグラム) | 「さなのばくたん。 -ハロー・マイ・バースデイ-」にて初披露                                          |
| 2023年6月17日  | モンダイナイトリッパー! (Mitsukiyo Remix) | Remix: Mitsukiyo                                          | |
| 2023年6月17日  | アマカミサマ (kamome sano Remix)          | Remix: サノカモメ                                         | |
| 2023年7月30日  | おしりぷり音頭                            | 作詞・作曲：やしきん                                      | 「さなちゃんねる夏祭り2023」にて初披露                                                             |
| 2023年11月19日 | ごほうびトキメキモード                    | 作詞：clocknote.・名取さな 作曲・編曲：Mitsukiyo          | 「名取さなのもぐもぐごほうびパーティー2」にて初披露                                                |
| 2024年1月31日  | 弱酸性ラジオブレイク                      | 作詞・作曲・編曲：やしきん                                | 「出張版！ 名取さなの毒にも薬にもならないラジオ 〜リゼ・ヘルエスタといっしょ編〜」にて初披露       |
| 2024年3月7日   | デビルの証明                              | 作詞：山本恭平 作曲：桑原聖 編曲：酒井拓也                | 「さなのばくたん。-王国からの招待状-」にて初披露                                                   |
| 2024年3月29日  | いっかい書いてさようなら                  | 作詞：只野菜摘 作曲・編曲：広川恵一 (MONACA)              | 「さなのばくたん。-王国からの招待状-」にて初披露                                                   |
| 2024年6月15日  | ファンタスティック・エボリューション      | 作詞・作曲・編曲：やしきん                                | 1st Live「サナトリック・ウェーブ」3ヶ月連続楽曲リリース 第一弾                                     |
| 2024年7月7日   | アニマルま〜る                            | 作詞・作曲・編曲：やしきん                                | 「名取さなのどうぶつどうなっとりますか？」テーマソング                                             |
| 2024年7月20日  | オヒトリサマ                              | 作詞・作曲・編曲：神田ジョン (from PENGUIN RESEARCH)      | 1st Live「サナトリック・ウェーブ」3ヶ月連続楽曲リリース 第二弾                                     |
| 2024年8月17日  | 足跡                                      | 作詞：森本練 作曲・編曲：佐藤厚仁                         | 1st Live「サナトリック・ウェーブ」3ヶ月連続楽曲リリース 第三弾                                     |
| 2024年9月20日  | ソラの果てまで                            | 作詞：名取さな 作曲・編曲：森本練                         | 1st Live「サナトリック・ウェーブ」で初披露                                                         |
| 2024年10月1日  | アニマルま～る (KARUT Remix)              | 作詞・作曲：やしきん 編曲：KARUT                          | |
| 2024年10月19日 | ノーゲスト、イン、ザ、テアトロ。          | 作詞・作曲・編曲：鹿あるく                                | 1st Live「サナトリック・ウェーブ」で初披露                                                         |
| 2025年3月8日   | だじゃれーぞんでぇとる                    | 作詞・作曲・編曲：やしきん                                | 「さなのばくたん。 -をやろうと思ったら異世界に転生していた件について- Powered by mouse」にて初披露 |
| 2025年3月17日  | きらめく絆創膏                            | 作詞・作曲・編曲：ナカシマ                                | 自身の活動開始7周年を迎えた翌日にリリース                                                          |
| 2025年3月29日  | ヒトリガタリ                              | 作詞・作曲・編曲：神田ジョン (from PENGUIN RESEARCH)      | 「さなのばくたん。 -をやろうと思ったら異世界に転生していた件について- Powered by mouse」にて初披露 |

### ミニアルバム
| 発売日        | タイトル                               | 規格品番  | 備考                     |
| ------------- | -------------------------------------- | --------- | ------------------------ |
| 2021年3月7日  | 名取さなミュージックコレクション       | VSNA-0001 | 名取さな初のミニアルバム |
| 2022年3月7日  | 名取さなミュージックコレクション Vol.2 | VSNA-0002 |                          |
| 2023年3月7日  | 名取さなミュージックコレクション Vol.3 | VSNA-0003 |                          |
| 2024年3月7日  | 名取さなミュージックコレクション Vol.4 | VSNA-0004 |                          |
| 2025年3月7日  | 名取さなミュージックコレクション Vol.5 | VSNA-0007 |                          |
| 2025年7月12日 | 名取さなリミックスコレクション Vol.1   | VSNA-0008 |                          |

### シングル
| 発売日        | タイトル       | 規格品番  | 備考                                                                                |
| ------------- | -------------- | --------- | ----------------------------------------------------------------------------------- |
| 2024年5月11日 | アニマルま〜る | VSNS-0001 | 「名取さなのどうぶつどうなっとりますか？」テーマソング 那須どうぶつ王国にて先行販売 |

### アルバム
| 発売日         | タイトル                                        | 規格品番  | 備考                                                                   |
| -------------- | ----------------------------------------------- | --------- | ---------------------------------------------------------------------- |
| 2024年9月19日  | Sanatric Waves                                  | VSNA-0005 | 既存楽曲のバンドアレンジ3曲と新曲5曲を収録した初のバンドアルバム       |
| 2024年12月16日 | Sana Natori 1st Live “Sanatric Wave” Live Album | VSNA-0006 | 1st Live「サナトリック・ウェーブ」の当日の演奏を収録したライブアルバム |

### 参加作品
| 発売日        | タイトル                                     | 楽曲                             | 歌                                    | 楽曲製作者                                          |
| ------------- | -------------------------------------------- | -------------------------------- | ------------------------------------- | --------------------------------------------------- |
| 2020年8月15日 | VirtuaREAL.02                                | Chantして!!!!!                   | 名取さな&西郷・R・いろり(CV:名取さな) | 作詞：七条レタス 作曲・編曲：D.watt                 |
| 2021年6月17日 | ほねっこぱれーど                             | ほねっこぱれーど                 | さえきやひろ                          | 作詞: TOPHAMHAT-KYO 作曲: FAKE TYPE.                |
| 2021年6月20日 | Tele倶楽部                                   | ペパーミントラブ(feat. 名取さな) | 名取さな、ピーナッツくん              | 作詞：ピーナッツくん 作曲：KAWAIIBEATZ              |
| 2025年4月3日  | 塊魂 Rolling LIVE オリジナルサウンドトラック | ステキナノカデパレード           | 名取さな                              | 作曲：増渕裕二 作詞：LindaAI-CUE 編曲：Shogo Nomura |

## 書籍
- 『さな本 名取さなみえみえカルテ』電撃マオウ 2018年11月号付録（2018年9月27日発売）
- 『コンプティーク12月号増刊 Vティーク Vol.2』 (KADOKAWA). (2018-11-10). JAN 4910139781281
- 名取さな 公式同人誌 薄そうで薄くない本 (KADOKAWA). (2019-10-26). JAN 4942330119402
- 名取さな 公式同人誌 そこまで薄くはない本 (KADOKAWA). (2020-07-27). JAN 4942330136638
- 名取さなのもぐもぐごほうびごはん 1 電子版. (2022-08-26). ASIN B0B9FYKWWG.
- 名取さなのもぐもぐごほうびごはん 2 電子版. (2023-10-24). ASIN B0CLG8L4Z2.